# Gewissae
De Gewisse of Gewissae zijn het koningsgeslacht van Wessex, traditioneel teruggevoerd op Cerdic. De naam 'West Saksen' is pas sinds de tijd van Ine (ca. 700) in gebruik, tot die tijd was er slechts sprake van de Gewisse.
Traditioneel wordt de naam Gewisse teruggevoerd op ene 'Gewis', grootvader van Cerdic; in werkelijkheid komt het waarschijnlijk van een oud-Angelsaksisch woord dat zoiets als 'de getrouwen' betekent.